# Pteroceras muriculatum
Pteroceras muriculatum là một loài thực vật có hoa trong họ Lan. Loài này được (Rchb.f.) P.F.Hunt miêu tả khoa học đầu tiên năm 1970.